# Леверкузен
Леверкузен (на немски: Leverkusen) е град в немската федерална провинция Северен Рейн-Вестфалия. Площта на Леверкузен е 78,87 км², населението към 31 декември 2010 г. – 160 772 жители, а гъстотата на населението – 2038 д/км².

## История
Основан е през 1930 г.

## Спорт
Представителният футболният отбор на града се казва Байер Леверкузен. Той е сред най-популярните германски футболни тимове.

## Личности свързани с града
- Димитър Бербатов, български футболист, играл в „Байер Леверкузен“.

## Побратимени градове
Леверкузен е побратимен град с:
- Оулу, Финландия, от 1968
- Брекнел Форест(Bracknell Forest), Великобритания, от 1973
- Любляна, Словения, от 1979
- Назарет Илит, Израел, от 1980
- Чинандега, Никарагуа, от 1986
- Шведт, Германия, от 1989
- Рацибуж, Полша, от 2002